# Zöllnitz
Zöllnitz est une commune allemande de l'arrondissement de Saale-Holzland, Land de Thuringe.

## Géographie
|       | Iéna         |          |
| Sulza | Zöllnitz     | Laasdorf |
|       | Großbockedra |          |

Zöllnitz se trouve le long de la Bundesautobahn 4 et de la ligne de Weimer à Gera.

## Histoire
Zöllnitz est mentionné pour la première fois en 1343.

## Personnalités liées à la commune
- Louis Schmeisser (1848-1917), fabricant d'armes.

## Source de la traduction
- (de) Cet article est partiellement ou en totalité issu de l’article de Wikipédia en allemand intitulé « Zöllnitz » (voir la liste des auteurs).